# آخیم ریشتر
آخیم ریشتر (به آلمانی: Achim Richter) (زادهٔ ۲۱ سپتامبر ۱۹۴۰) فیزیک‌دان اهل آلمان است.
ریشتر در سال ۱۹۷۴ استادیار «مؤسسهٔ فنیِ فیزیک هسته‌ایِ» دانشگاه فنی دارمشتات شد و در سپتامبر ۲۰۰۸ با درجهٔ استادی بازنشته شد. او عضو انجمن سلطنتی فیزیوگرافی لوند، سوئد است. ریشتر چند جایزه برده و چندین دکتریِ افتخاری به او اعطا شده‌است.